# Liste der Monuments historiques in Vic-de-Chassenay
Die Liste der Monuments historiques in Vic-de-Chassenay führt die Monuments historiques in der französischen Gemeinde Vic-de-Chassenay auf.

## Liste der Immobilien
| Bezeichnung          | Beschreibung | Standort                     | Kennzeichnung | Schutzstatus | Datum | Bild           |
| -------------------- | --- | ---------------------------- | ------------- | ------------ | ----- | -------------- |
| Kirche St-Martin     | aus dem 12. oder 13. Jahrhundert | Place de l’Eglise (Lage)     | PA00112718    | Inscrit      | 1927  | weitere Bilder |
| Château de Bourbilly | Burg, Anfang des 13. Jahrhunderts, von 1867 bis 1871 zum neugotischen Schloss umgebaut; zugehörig die westlich gelegene Mühle von Bourbilly mit ihrer Brücke | südwestlich des Ortes (Lage) | PA00112778    | Inscrit      | 1992  | weitere Bilder |

## Liste der Objekte
| Bezeichnung                             | Beschreibung                                                  | Standort                       | Kennzeichnung | Schutzstatus | Datum | Bild |
| --------------------------------------- | ------------------------------------------------------------- | ------------------------------ | ------------- | ------------ | ----- | ---- |
| Skulptur Madonna mit Kind (1)           | Kalkstein, farbig gefasst, zweite Hälfte des 15. Jahrhunderts | in der Kirche St-Martin (Lage) | PM21002483    | Classé       | 1931  |      |
| Epitaph für Claude de Saulx             | Kalkstein, bezeichnet 1639                                    | in der Kirche St-Martin (Lage) | PM21002484    | Classé       | 1931  |      |
| Skulptur Maria Magdalena                | Kalkstein, farbig gefasst, zweite Hälfte des 15. Jahrhunderts | in der Kirche St-Martin (Lage) | PM21002485    | Classé       | 1975  |      |
| Skulptur Heiliger Sebastian             | Kalkstein, farbig gefasst, zweite Hälfte des 15. Jahrhunderts | in der Kirche St-Martin (Lage) | PM21002486    | Classé       | 1975  |      |
| Skulptur Heiliger Laurentius            | Kalkstein, farbig gefasst, zweite Hälfte des 15. Jahrhunderts | in der Kirche St-Martin (Lage) | PM21002487    | Classé       | 1975  |      |
| Skulptur Heiliger Eligius               | Holz, farbig gefasst, 17. Jahrhundert                         | in der Kirche St-Martin (Lage) | PM21003452    | Inscrit      | 1973  |      |
| Skulptur einer Heiligen mit Buch        | Holz, farbig gefasst, 17. Jahrhundert; 1974 gestohlen         | in der Kirche St-Martin (Lage) | PM21003453    | Inscrit      | 1973  |      |
| Skulptur Heiliger Martin                | Holz, farbig gefasst, Ende des 17. Jahrhunderts               | in der Kirche St-Martin (Lage) | PM21003454    | Inscrit      | 1973  |      |
| Skulptur Heiliger Franziskus von Assisi | Holz, farbig gefasst, Ende des 17. Jahrhunderts               | in der Kirche St-Martin (Lage) | PM21003455    | Inscrit      | 1973  |      |
| Skulptur Madonna mit Kind (2)           | Holz, farbig gefasst, Ende des 17. Jahrhunderts               | in der Kirche St-Martin (Lage) | PM21003456    | Inscrit      | 1973  |      |
| Skulptur Heilige Barbara                | Holz, farbig gefasst, 18. Jahrhundert                         | in der Kirche St-Martin (Lage) | PM21003457    | Inscrit      | 1973  |      |
| Skulptur Heilige Katharina              | Holz, farbig gefasst, 18. Jahrhundert                         | in der Kirche St-Martin (Lage) | PM21003458    | Inscrit      | 1973  |      |